# Chika Anzai
Chika Anzai (jap. 安済 知佳 Anzai Chika; ur. 22 grudnia 1990 w prefekturze Fukui) – japońska seiyū.

## Filmografia

### Seriale anime
2009
- Anyamaru Tantei Kiruminzuu – Nagisa Mikogami[2]

2010
- Seitokai Yakuindomo – Nanako Umibe[3]

2011
- Chihayafuru – Yuu, dziewczyna Taichiego, itp.
- Un-Go – Sumika Nakahashi[4]

2012
- Danball Senki W – Jasmine
- Hunter × Hunter (2011) – List, Kurt, Mosquito
- Soreike! Anpanman – Castanet-kun

2013
- Atak Tytanów – Mina Carolina
- Chihayafuru 2 – Shiori Miyazaki, Fuyumasa Tsukuba, itp.
- Danball Senki Wars – Sakuya Hosono[2]
- Gatchaman Crowds – Yumi Hosaka
- Valvrave the Liberator – Midori Akashi

2014
- Hitsugi no Chaika – Chaika Trabant[5]
- Gundam Build Fighters Try – Meguta Yasu
- Nobunaga the Fool – Kagome
- Pokémon: XY – Rena
- Akuma no Ridoru – Suzu Shutō
- Seitokai Yakuindomo* – Nanako Umibe
- Tribe Cool Crew – Yuji Shinsido

2015
- Tai-Madō Gakuen 35 Shiken Shōtai – Kiseki Kusanagi[6]
- Attack on Titan: Junior High – Mina Carolina
- Chaos Dragon – Inori[7]
- Kūsen Madōshi Kōhosei no Kyōkan – Amy[8]
- Hibike! Euphonium – Reina Kōsaka
- Shinmai Maō no Tesutamento – Fio

2016
- Girlish Number – Kawahara
- Grimgar of Fantasy and Ash – Mary
- Qualidea Code – Asuha Chigusa[9]
- Schwarzesmarken  – Anett Hosenfeld[10]
- Hibike! Euphonium 2 – Reina Kōsaka
- Taboo Tattoo – Tōko Ichinose[11]

2017
- Chronos Ruler – Koyuki
- Evil or Live – Shiori[12]
- Gintama. – Kamui (Child)
- Idol Incidents – Isuzu Narukami[13]
- Puzzle & Dragons X – Ana
- Sakura Quest – Maki Midorikawa[14]
- Scum's Wish – Hanabi Yasuraoka[15]
- Wake Up, Girls! New Chapter – Aya Mizuta

2018
- Boruto: Naruto Next Generations – Ashina
- Double Decker! Doug & Kirill – Katherine "K" Roshfall[16]
- Grand Blue – Chisa Kotegawa[17]
- Hakumei and Mikochi – Sen[18]
- Kokkoku: Moment by Moment – Juri Yukawa[19]
- Record of Grancrest War – Laura Hardley[20]
- Rokuhōdō Yotsuiro Biyori – Gin Yanokura (odcinek 7)
- Seven Senses of the Re'Union – Elicia[21]
- Takunomi – Nao Kiriyama[22]

2019
- Kandagawa Jet Girls – Manatsu Shiraishi[23]
- My Roommate Is a Cat – Nana Ōkami[24]
- O Maidens in Your Savage Season – Niina Sugawara[25]

2020
- Hanako, duch ze szkolnej toalety – Sakura Nanamine[26]

2021
- High-Rise Invasion – Ein[27]
- SSSS.Dynazenon – Chise Asukagawa[28]
- Taisho Otome Fairy Tale – Ryō Atsumi[29]
- The Night Beyond the Tricornered Window – Erika Hiura[30]
- The Promised Neverland Season 2 – Barbara[31]

2022
- Lycoris Recoil – Chisato Nishikigi[32]

2023
- Ao no Orchestra – Mizuki Machii[33]
- TenPuru – Nyagosuke[34]
- The Idolmaster Million Live! – Misaki Aoba[35]
- Under Ninja – Kawado[36]

2024
- Shūmatsu Train Doko e Iku? – Shizuru Chikura[37]
- Suicide Squad Isekai – Katana[38]
- Cicha piosenka o miłości – Hajime Amasawa[39]
- Delico's Nursery – Theodore Classico[40]
- Yoru no Kurage wa Oyogenai – Mion[41]

### Filmy anime
- Expelled from Paradise (2014) – Arhan
- Sound! Euphonium: The Movie – Welcome to the Kitauji High School Concert Band (2016) – Reina Kōsaka
- Sound! Euphonium: The Movie – May the Melody Reach You! (2017) – Reina Kōsaka
- Girls und Panzer das Finale (2017) – Oshida[42]
- Liz and the Blue Bird (2018) – Reina Kōsaka[43]
- Sound! Euphonium: The Movie – Our Promise: A Brand New Day (2019) – Reina Kōsaka[44]
- Gridman Universe (2023) – Chise Asukagawa[45]

### Gry wideo
2016
- Alternative Girls – Machi Tendo

2017
- The Idolmaster Million Live!: Theater Days –  Misaki Aoba[46]

2018
- Alice Gear Aegis – Kaede Agatsuma[47], Asuka Fumishima[48]
- Granblue Fantasy – Shitori
- Shin Megami Tensei: Liberation Dx2 –  Shiori Koden[49]

2019
- Astral Chain – Protagonista (kobieta), Akira Howard (kobieta)

2020
- Kandagawa Jet Girls – Manatsu Shiraishi[50]
- Girls' Frontline – PM-06, SAR-21[51]

2021
- Azur Lane – Chise Asukagawa[52]

2022
- Witch on the Holy Night – Kojika Kumari[53]
- Arknights – Позёмка (Pozëmka)[54]

2023
- Punishing: Gray Raven – Arisa (Echo)
- Magia Record - Olga, Chisato Nishigiki

2025
- Fatal Fury: City of the Wolves – Preecha

### Original net animation (ONA)
- Junji Ito: Makabryczne japońskie opowieści (2023) – Aya Kuramoto[55]
- Gundam Build Metaverse (2023) – Rio Hōjō[56]

### Original video animation (OVA)
- Seitokai Yakuindomo (2012) – Nanako Umibe
- Shōsha wa Dare? (Nukiuchi Tesuto) (2014) – Suzu Shutō
- Magical Suite Prism Nana (2015) – Mako Hiragi[57]
- Escha Chron (2017) – Escha[58]
- Fragtime (2019) – Yukari Kobayashi[59]